# Pavel Argeyev
Pavel Argeyev (russisch Павел Владимирович Аргеев, Pawel Wladimirowitsch Argejew; * 1. März 1887 in Jalta; † 30. Oktober 1922 bei Trutnov) war während des Ersten Weltkriegs Jagdflieger in der französischen und russischen Luftwaffe.

## Leben
Pawel Wladimirowitsch Argejew wurde am 1. März 1887 in Jalta als Sohn des Maschinisten Wladimir Akimowitsch Argejew geboren. Nach Abschluss der Militärakademie in Odessa trat er 1909 in das Reserve Infanterie-Regiment 184, das in Warschau stationiert war, ein. 1912 wurde er zum Leutnant befördert und zum 29. Tschernigow-Infanterie-Regiment versetzt.

## Kriegseinsatz
Argeyev hatte den russischen Militärdienst verlassen und sich in Frankreich niedergelassen. Nach Ausbruch des Ersten Weltkrieges trat er am 12. September 1914 in die französische Fremdenlegion ein. Als Leutnant wurde er zum 131. Infanterie-Regiment versetzt. Er nahm an der Marneschlacht teil, in der er schwer verwundet wurde. Nach weiteren Verletzungen bat er um eine Versetzung zur Armée de l’Air. Nach einer Ausbildung in Pau erhielt er am 30. Januar 1916 seinen Pilotenschein. Nach seinem Einsatz in der Escadrille 48 kehrte er am 20. Oktober 1916 nach Russland zurück. Er wurde dort zum Hauptmann befördert und zum 12. Jagd Detachment versetzt, wo er eine Nieuport 17 flog. Im Verlauf der russischen Revolution kam es immer häufiger zu Feindseligkeiten gegenüber den Offizieren. So wechselte Argeyev im Mai 1918 wieder zur Armée de l’Air. Bis zum Kriegsende war er in der Escadrille 124, die mit SPAD S.XIII ausgerüstet war. Er erreichte 15 bestätigte Luftsiege.

## Nachkriegszeit
Nach den schlechten Erfahrungen während der Revolution wollte er nicht in die Sowjetunion zurückkehren. Er betätigte sich als Testpilot. Am 20. Oktober 1922 kam er bei einem Absturz in der Nähe von Trutnov im Riesengebirge ums Leben.